# Sankt Martin im Mühlkreis
Sankt Martin im Mühlkreis è un comune austriaco di 3 682 abitanti nel distretto di Rohrbach, in Alta Austria; ha lo status di comune mercato (Marktgemeinde).